# Art lyrique
Pour les articles homonymes, voir Opéra (homonymie).
L'art lyrique est la terminologie sous laquelle sont regroupés les différents genres de musique vocale qualifiant, selon les époques et les lieux, les œuvres d'opéra. Il tire son appellation de la lyre, l'un des attributs d'Apollon musagète et de la Muse Érato, patronne de la poésie lyrique.
L'art lyrique est donc la discipline exercée par le chanteur d'opéra. La notion d'artiste lyrique désigne l'exécutant à la fois comme chanteur, comédien et parfois danseur. Par extension, on parle en général d'art lyrique à propos d'une prestation scénique contenant du chant aux voix travaillées et une mise en scène.
De plus :
- Si la prestation scénique n'a pas de mise en scène, il s'agit d'un concert ;
- Si la prestation ne contient pas de chant, c'est du théâtre ;
- Si le chant n'est pas à voix travaillées (autant que dans l'Opéra) et que ce sont des musiques actuelles, alors on parlera de comédie musicale.

La notion de lyrisme vient du grec. Dans la Grèce antique, ce qui est lyrique est ce qui se raconte avec une lyre à la main. La Renaissance a repris le modèle grec en cherchant à l'imiter au plus proche, considérant cette époque comme un âge d'or. C'est le cas dans la littérature pour les vers mesurés à l'antique, utilisés à la Renaissance pour la recherche de l'éloquence. En musique, les théoriciens sont partis sur les traces de Pythagore pour fonder la théorie des tempéraments musicaux (tout à fait appropriés scientifiquement) ou encore la musique des sphères...
La notion de narration, pour le lyrisme, est très importante. À l'époque baroque, quand le genre opératique apparaît (1607 pour l'Orfeo), Monteverdi intitule son opéra Favola in musica : « Fable » (ou « Conte ») « en musique ». Preuve en est qu'il s'agit d'une narration théâtrale avant de faire de la musique. D'ailleurs, Orphée est un joueur de lyre, chanteur et diseur...
L'art lyrique est la discipline du chant mis en scène à l'opéra.

## Genres d'opéra

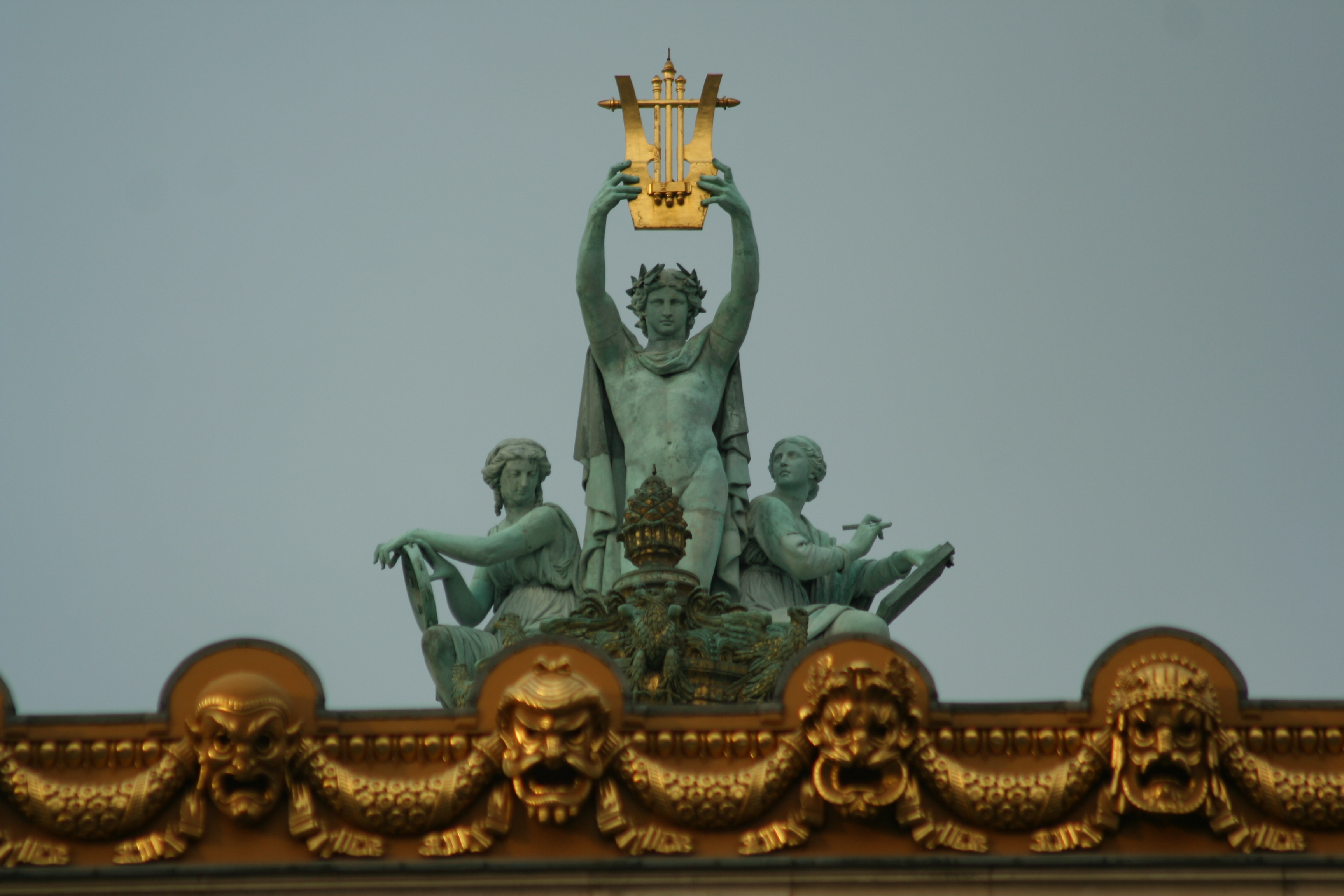
Apollon, la poésie et la musique ;
Opéra Garnier.

- Déclamation baroque
- Dramma giocoso
- Grand opéra
- Opéra anglais
- Opéra-ballet
- Opéra-bouffe
- Opéra-comique
- Opéra semiseria
- Opera seria
- Opérette
- Pastorale héroïque
- Semi-opéra
- Singspiel
- Tragédie lyrique
- Zarzuela